# Лесничество (Краснодарский край)
Лесни́чество — посёлок в Новопокровском районе Краснодарского края.
Входит в состав Новопокровского сельского поселения.

## Население
| 2002 | 2010 |
| ---- | ---- |
| 57   | ↘35  |

## Улицы
В посёлке имеется одна улица — Зеленая.